# Sjörapport
En sjörapport eller sjöväderrapport är en väderprognos för vädret till havs. Eftersom prognoserna riktar sig till sjöfarande sänds de i många länder över statliga radiokanaler eller public service-radiokanaler. I Sverige och Finland syftar "Sjörapporten" i dagligt tal ofta på den radioupplästa sjöväderprognosen i Sveriges Radio eller finska Rundradion. Sjörapporterna sänds också över Marin VHF och Navtex. Även webbplatser ger sjörapporter.

## Sjörapporter i Sverige
I Sverige utfärdar SMHI sjörapporter minst fyra gånger per dygn i Sveriges Radio P1 och på webbplatsen. De gäller för de svenska farvattnen och Nordsjön. I prognoserna ingår förväntad vindstyrka, vindriktning, siktförhållande och varningar för hårt väder och högt eller lågt vattenstånd.
I samband med prognoserna läses ibland också observationer från väderstationer längs de svenska kusterna, med aktuella vindhastigheter och siktförhållanden. Under säsong läses också israpporter.
De svenska sjörapporterna började med stormvarningar från SMHI 1905. Från början gällde de bara Västkusten, men snart sattes stormvarningsstationer upp längs hela kusten. Stormvarningsstationerna utfärdade från början sina varningar med anslag och signalsystem med klot och koner på en mast.

## Sjörapporter i Finland
Meteorologiska institutet i Finland gör sjöväderprognoser för Finska viken, Norra Östersjön, Ålands hav, Skärgårdshavet, Bottenhavet, Kvarken, Bottenviken och Saimen. Sjövädret sänds via rundradio flera gånger dagligen, på svenska (Yle Vega) och finska, samt via Marin VHF på engelska. Väderrapporten finns tillgänglig också på Meteorologiska institutets webbplats, där också annan information för sjöfarande finns, till exempel våghöjdsprognoser tre dygn framåt.
Sjörapporten innehåller en väderöversikt, eventuella varningar (främst för hård vind, numera också t.ex. för grov sjögång och högt eller lågt vattenstånd) samt väderutsikterna ett eller två dygn framåt (vindriktning, vindstyrka, sikt) för de olika havsområdena. Sjörapporten avslutas med att varningarna upprepas och i vissa av sändningarna med vädret på kuststationerna enligt senaste observationer.

## Sjöväderprognoser i andra länder

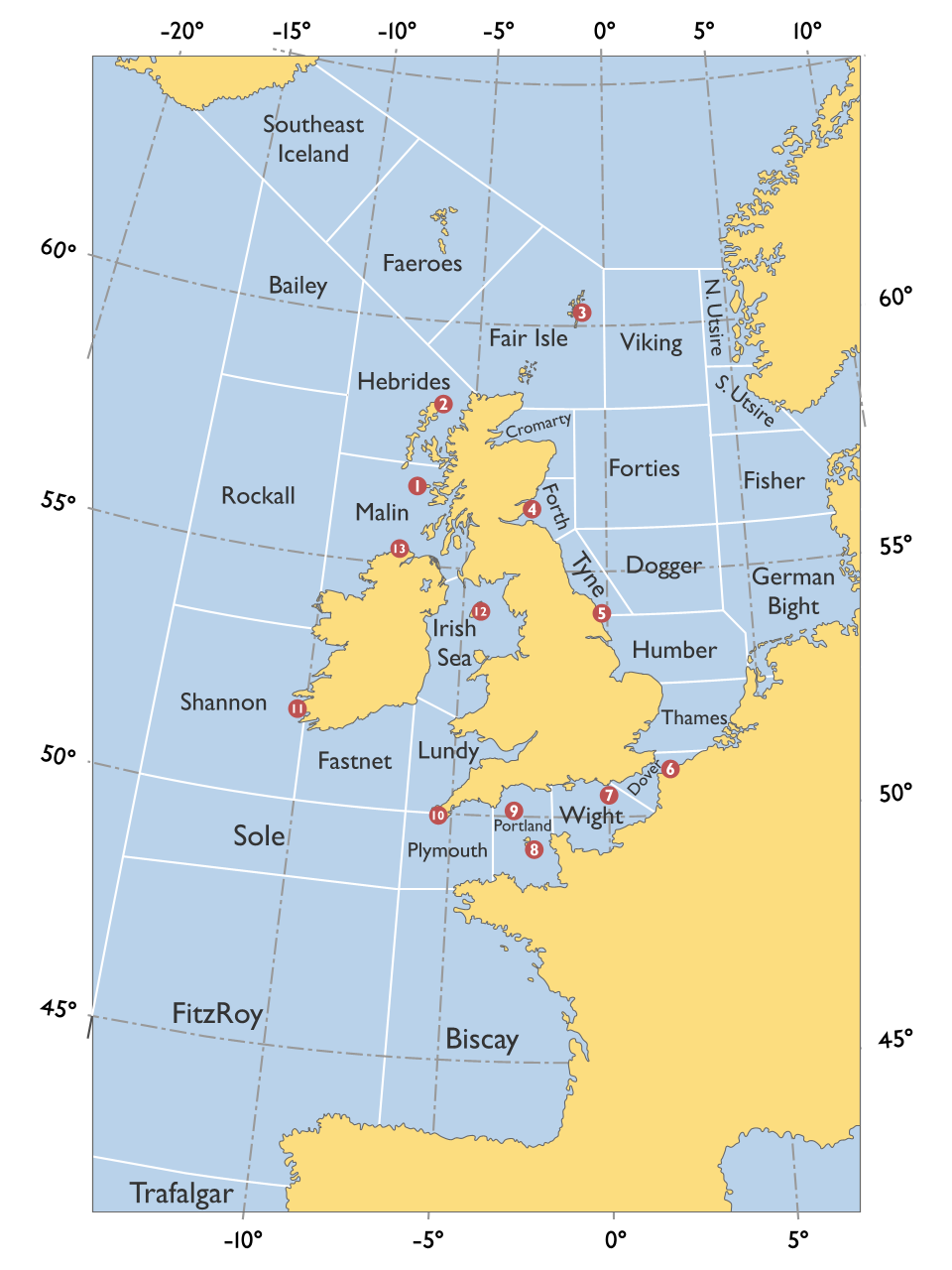
Områden i den brittiska sjörapporten.

Brittiska BBC sänder Shipping Forecast för farvattnen kring de brittiska öarna.